# Campanile di San Martino
Il campanile di San Martino, conosciuto anche come  Ciucarun o  torre di San Martino è tutto ciò che resta dell'antico abitato di Paerno. Si tratta di una torre campanaria in stile romanico databile tra l'XI ed il XII secolo ornato da bifore all'ultimo piano e dotato di feritoie. 
Edificato sulla Serra Morenica di Ivrea su un pianoro di proprietà privata nei pressi del comune di Bollengo.

## Storia
Non si hanno documenti certi che ne comprovano l'origine. Uno dei primi documenti che citano questo monumento e la relativa chiesa di San Martino (di cui oggi non vi è traccia) si riferiscono alla fondazione del Borgo fortificato di Bollengo risalente al 1250. In particolare  i documenti riguardano l'ingiunzione alla popolazione di Paerno e di altri villaggi abitati vicini di trasferirsi ad abitare il nuovo borgo fortificato. La chiesa di San Martino continuò ad essere luogo di culto per le popolazioni locali fino alla metà del XV secolo.
Nel 1477 a causa del degrado della costruzione, la chiesa cessò di essere una parrocchia autonoma e venne utilizzata solo come oratorio fino al 1731 quando per decreto vescovile fu demolita e rimase solo il campanile.